# Bryan Marshall
Bryan Marshall (ur. 19 maja 1938 w Londynie, zm. 25 czerwca 2019) − brytyjski aktor filmowy, teatralny i telewizyjny.

## Życiorys
Urodził się w Battersea, w południowo-zachodniej części 
Londynu. Miał korzenie irlandzkie. Studiował na Royal Academy of Dramatic Art (RADA) w londyńskiej dzielnicy Bloomsbury, a także w Salesian College w Battersea, następnie związał się z teatrem Bristol Old Vic. W 1986 odbył pierwsze tournée z musicalem autorstwa Richarda Rodgersa (muzyka) i Oscara Hammersteina II Dźwięki muzyki jako Georg von Trapp.
W branży filmowo-telewizyjnej debiutował w 1964. Wystąpił w filmach Hammer Film Productions: The Witches (1966) i Quatermass i studnia (Quatermass and the Pit, 1967). Inne produkcje z jego udziałem to między innymi film szpiegowski Ziarnko tamaryszku (Tamarind Seed, 1974) z Julie Andrews w roli głównej, dziesiąty film z serii przygód Jamesa Bonda Szpieg, który mnie kochał (The Spy Who Loved Me, 1977) czy kryminał Punisher (The Punisher, 1989) z gwiazdorem kina akcji Dolphem Lundgrenem jako tytułowym „Mścicielem”.
Zmarł 25 czerwca 2019 w wieku 81 lat.

## Filmografia

### Filmy
- 1966: Rasputin: Szalony zakonnik jako Vasily
- 1966: Alfie jako Perce
- 1971: Człowiek w dziczy jako Potts
- 1974: Ziarnko tamaryszku jako George MacLeod
- 1977: Szpieg, który mnie kochał jako komandor Talbot
- 1979: Długi Wielki Piątek jako Harris
- 1989: Punisher jako Dino Moretti
- 1994: Prowincjonalne życie jako pan Pettinger

### Seriale TV
- 1963: Święty jako Constable Burns
- 1967: Saga rodu Forsyte’ów jako Harold Blade
- 1968: Święty jako Moreno
- 1986: Robin z Sherwood jako Adam Bell
- 1987: Sąsiedzi jako Gerard Singer
- 1989: Mission: Impossible jako Gregor Antonov
- 1993: W pułapce czasu jako Randall Quinn
- 1996: Szczury wodne jako inspektor Michael Farrell
- 1997: Nowe przygody Robin Hooda jako Bryce Warden
- 1998–2003: Zatoka serc jako Trevor Bardwell